# جک آبراهامز
جک آبراهامز (انگلیسی: Jack Abrahams) یک بازیکن فوتبال اهل انگلستان بود. 
از باشگاه‌هایی که در آن بازی کرده‌است می‌توان به باشگاه فوتبال برنلی اشاره کرد.